# Projekt NG1112
Das Projekt NG1112 bezeichnet einen Fährschiffstyp, von dem zwei Einheiten für Kitsap Transit gebaut wurden.

## Geschichte
Die Schiffe wurden im Dezember 2018 bestellt. Sie wurden auf der Werft Nichols Brothers Boat Builders in Freeland im US-Bundesstaat Washington gebaut und im September 2010 bzw. Juli 2021 abgeliefert. Sie werden von Kitsap Transit im Fährverkehr über den Puget Sound zwischen Seattle und Southworth, Bremerton und Kingston eingesetzt.

## Beschreibung
Die als Katamarane gebauten Schiffe werden von zwei MTU-Dieselmotoren des Typs 16V4000M65L mit jeweils 3435 PS Leistung angetrieben. Die Motoren wirken über Untersetzungsgetriebe auf jeweils einen Wasserstrahlantrieb. Die Antriebe sind in den beiden Schwimmkörpern untergebracht. Die Motoren sind mit einem SCR-Abgasnachbehandlungssystem zur Reduktion von Stickoxiden ausgerüstet.
Auf die beiden Schwimmkörper ist das Passagierdeck aufgesetzt. Auf diesem befinden sich auf beiden Seiten jeweils zwei Zugänge. Außerdem ist das Passagierdeck vom Bug zugänglich. Im Decksaufbau befinden sich Sitzplätze für die Passagiere. Die Passagierkapazität ist mit rund 255 Personen angegeben. Am Heck können in einem offenen Decksbereich 26 Fahrräder mitgeführt werden. Oberhalb des Passagierdecks befindet sich das vollständig geschlossene Steuerhaus.

## Schiffe
| Projekt NG1112 | Projekt NG1112 | Projekt NG1112 | Projekt NG1112     |
| Bauname        | Baunummer      | Ablieferung    | Route              |
| -------------- | -------------- | -------------- | ------------------ |
| Enetai         | S-201          | September 2020 | Seattle–Southworth |
| Commander      | S-202          | Juli 2021      | Seattle–Kingston   |